# 猪肉松

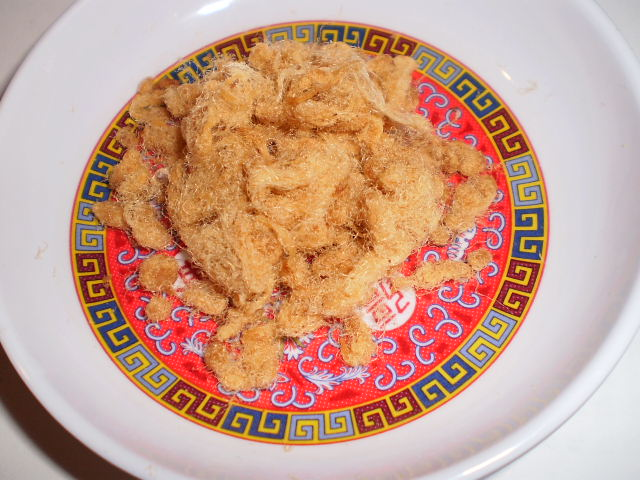
福州肉松

猪肉松（英語：pork floss），也称肉绒，属于肉松的一种，是由猪肉经过煮製、炒鬆、烘培等步骤制作而成的一种绵软酥松的猪肉类制品。它经常作为佐餐、下酒，以及冷盘的垫底料、围边料及组拼料等。

## 起源
肉松的发明大致有两种说法。
一是认为由福州盐运使刘步溪的厨师林鼎鼎於咸丰六年（1856年）在烹调时不慎把猪肉煮得太烂，作为补救他便将各种配料加入其中，炒制成肉丝粉末奏客。客人赞不绝口，以后作為招待客人的菜肴。后林鼎鼎辞去官厨到光禄坊开设「日鼎有」肉絨店，专门制作油酥肉松，风靡榕城。不少福州官吏进京还把它作为贡品或礼品，于是肉松也随之扬名全国。1915年，林鼎鼎及其长子制作的肉松参加巴拿馬萬國博覽會获金奖。
另一种说法是同治十三年（1874年）太仓新科状元陆增祥宴请文人、政要，倪德被请去掌勺。当天倪德未婚妻到太仓去看他。倪德竟将绝活“五香焖肉”烧过了头：汤汁收干，肥瘦分离，不成块状。倪德索性将肉去皮、去筋、除油，留下瘦肉反复揉炒，出现一道形态毛茸茸蓬松的新菜肴，竟受宾客喜愛，倪德随即将其名为肉松。这就成了一道太仓的著名特产。

## 原料及配料
新鲜的猪后腿肉，将纯瘦肉顺横纹切成约10厘米长的条块，洗净沥干。各个地方的肉松口味各异配料也有不同，一般所需的配料为白酱油、砂糖、精盐、熟油等。福建地区一些地区还加入红糟以增加肉松的可口性。

## 做法

### 煮製
在铁锅中放入猪油烘沸，加红糟烘透，再加酱油及适量清水，用文火煮20分钟，去渣及浮沫。把切好的肉料下锅煨烂至锅内烧干，煨时用锅铲不断翻动，挤压肉块，使水分逐渐烤干，待肉纤维疏松不成团时即成肉胚。

### 炒鬆
肉胚放入锅中，快速烘炒至肉5成干时，将酒糟、白糖溶化后，倒入锅内，微火加热，用文火搓擦烘焙。直到锅四周腾起细微肉末，用手揉擦觉纤维有弹性，无潮湿感，一般达成半干燥可以起锅。然后将肉抖散，使纤维蓬松，拣出凝聚肉块。另用猪油加热溶化为流体，倒入锅内，将凝聚肉块下锅继续炒粉搓擦至全部蓬鬆为止。

### 储存
炒松后的猪肉松最好敞开晾干等余温散尽后储存。一般应将其保存在干燥的地方，为防其受潮变质，可将放凉的肉松放入密封袋、密封罐中。
具有相似做法的还有牛肉松、羊肉松等，各地的口味不同而配料上有些许差异。

## 吃法
- 肉松海鲜粥
- 肉松皮蛋豆腐
在皮蛋与嫩豆腐切好装盘后，撒上糖、味精、浇上些许酱油，然后在皮蛋与豆腐上散上一层肉松，肉松的鲜味和香味与豆腐的清甜就能盖住皮蛋的氨水味。
- 肉松面包
切片面包2片，中间摸点黄油，撒上肉松，制法简单。
- 肉松饭团（肉松裹咸棕）
利用饭粒的粘性把肉松裹在外层